# Varanus acanthurus
Varanus acanthurus là một loài thằn lằn trong họ Varanidae. Loài này được Boulenger mô tả khoa học lần đầu tiên năm 1885.

## Hình ảnh

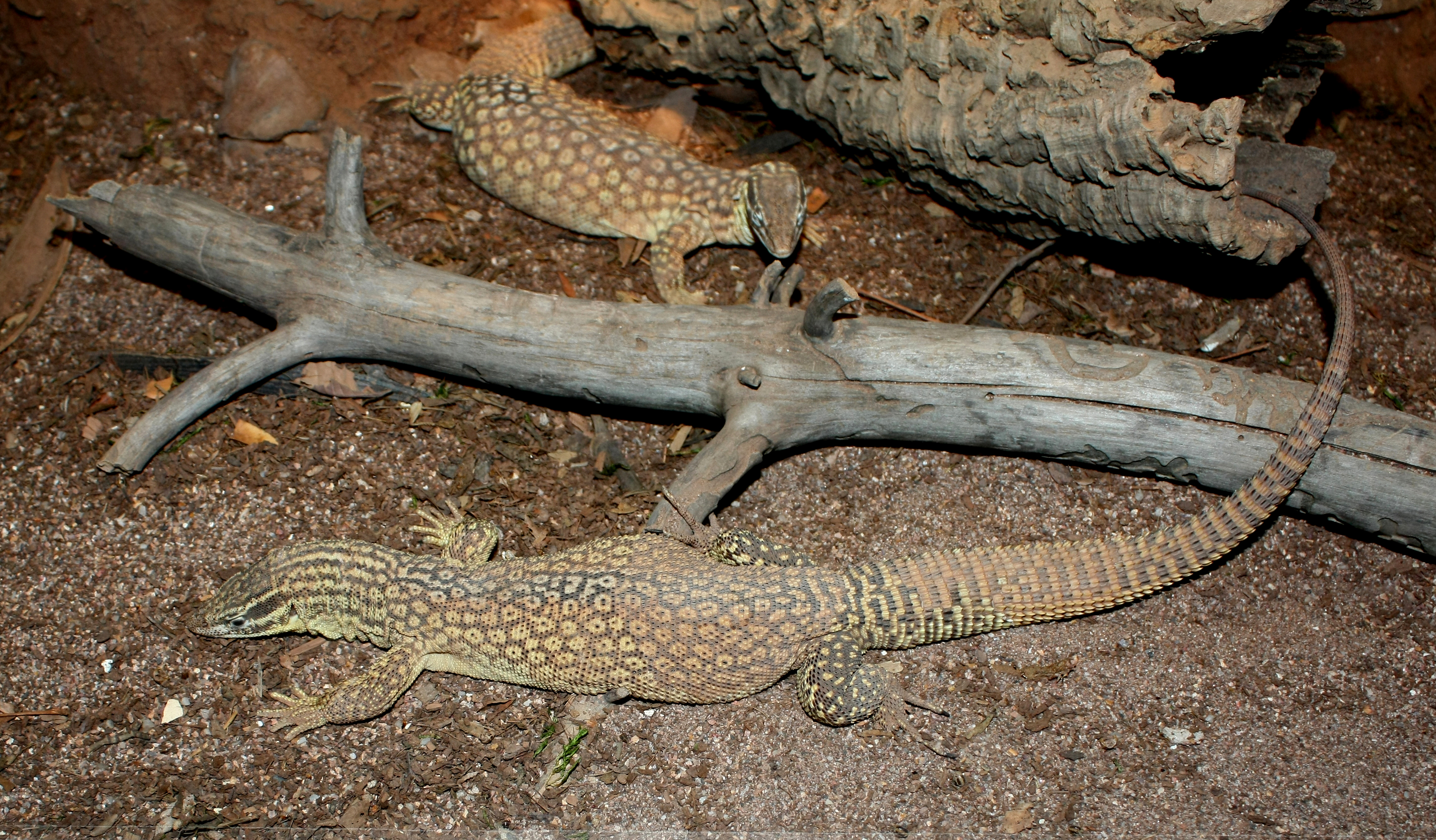
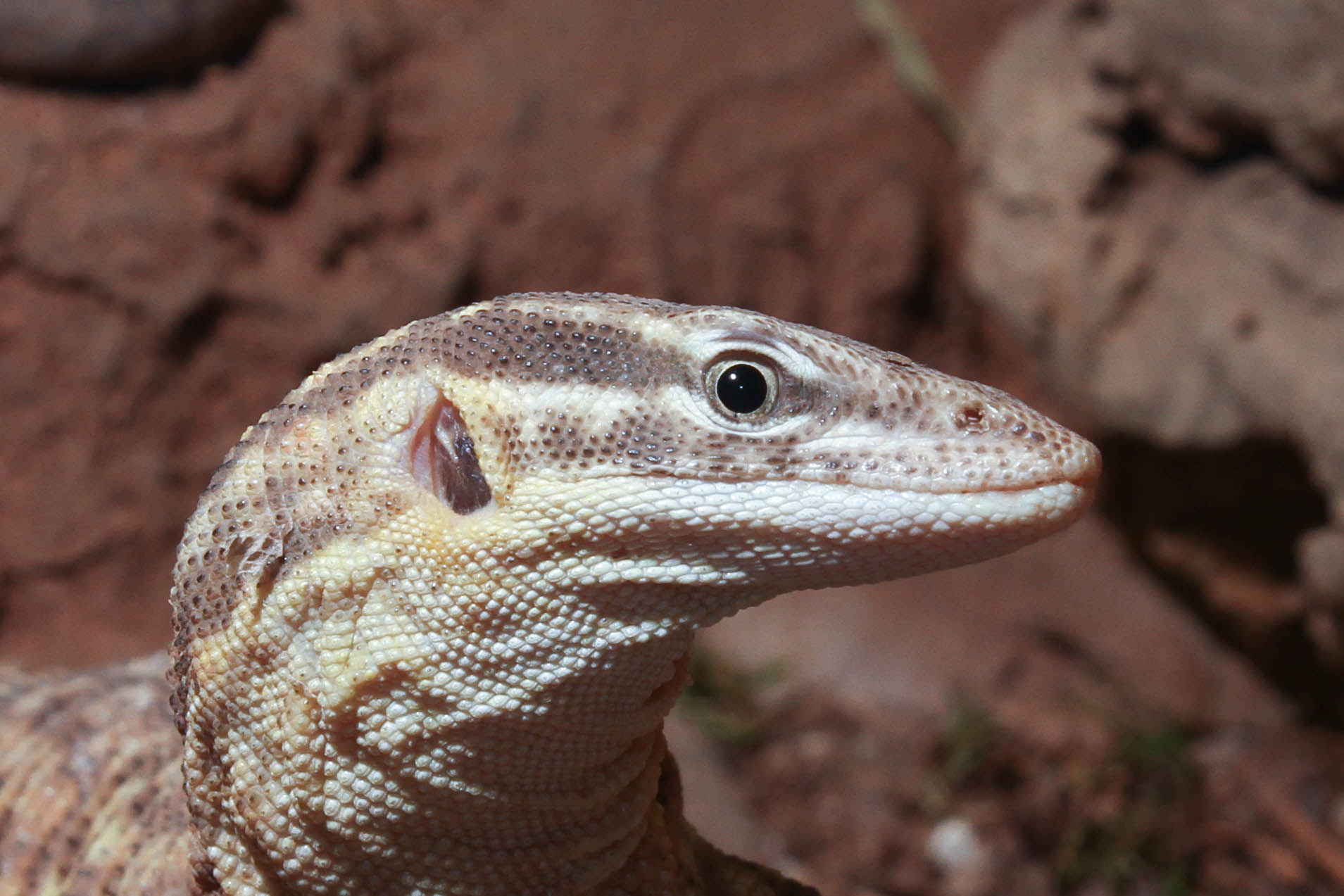
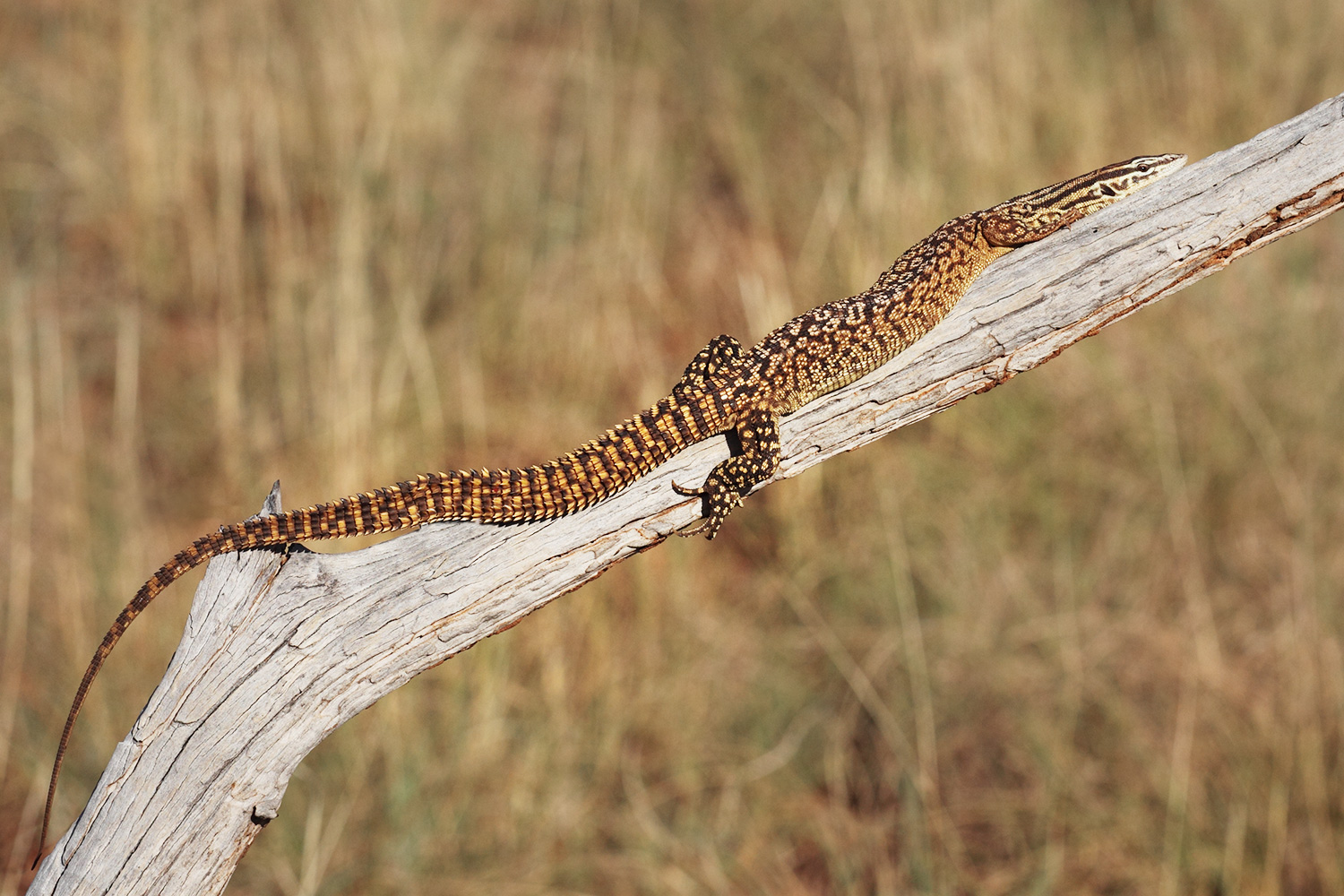
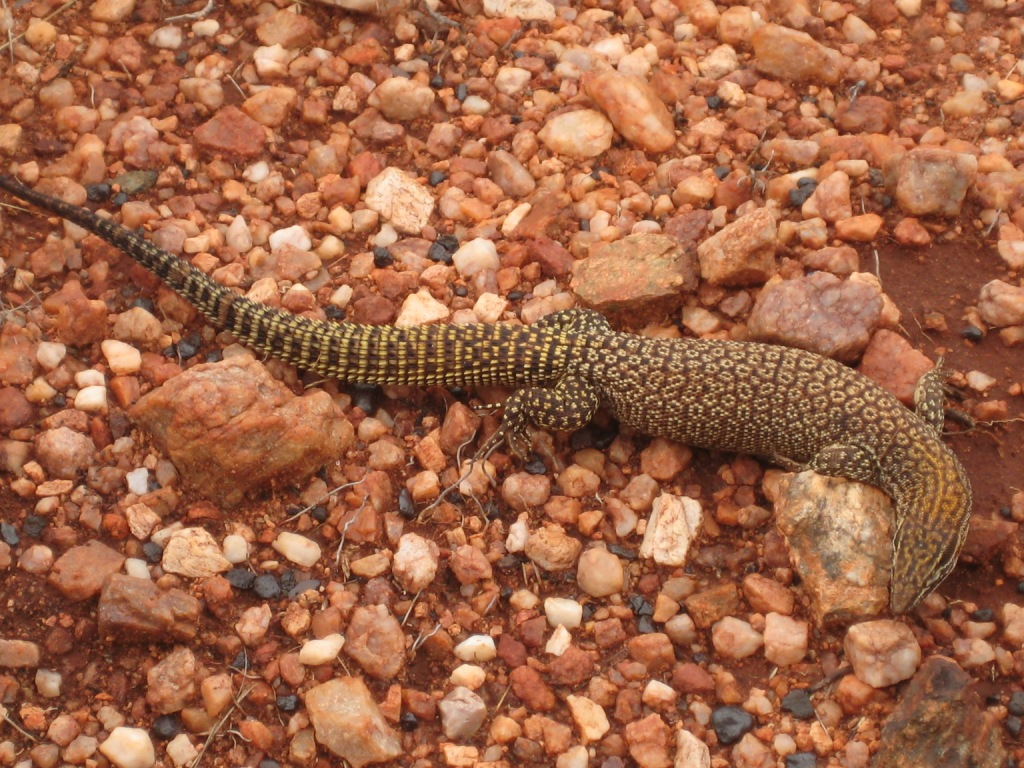